# إدوارد ريتر فون ويبر
إدوارد ريتر فون ويبر (بالألمانية: Eduard von Weber)‏ هو رياضياتي ألماني، ولد في 12 مايو 1870 في ميونخ في ألمانيا، وتوفي في 20 يونيو 1934 في فورتسبورغ في ألمانيا.